# Pjotr Kuzmič Krenicyn
Pjotr Kuzmič Krenicyn (rusky Пётр Кузьмич Креницын, 1728 – 4. července 1770 řeka Kamčatka) byl ruský námořní důstojník, průzkumník Kamčatky a Aleutských ostrovů.

## Životopis
Pjotr Krenicyn se narodil v roce 1728. V roce 1742 nastoupil jako kadet do petrohradské Akademie námořní stráže a u námořnictva byl brzy povýšen do hodnosti mičmana. V roce 1760 velel plachetnici Jupiter, s níž se účastnil obléhání a dobytí Kolobřehu v průběhu sedmileté války. Jeho velitelské a námořní schopnosti ocenil admirál Semjon Ivanovič Mordvinov písemným osvědčením.
Po objevech několika ostrovů v Beringově moři vyzvala Kateřina II. Veliká ruské admiralitní kolegium, aby podle svého úsudku vybralo dostatek námořních důstojníků a navigátorů do expedice, kterou by vyslalo s dostatečnými zásobami do nově objevených oblastí na dálném východě. Expedice měla za úkol využít svých dovedností a diplomacie při prosazování ruské nadvlády nad nově objeveným územím. Velitelem tajné expedice byl v roce 1764 jmenován Pjotr Krenicyn, který byl carevnou Kateřinou II. osobně povýšen do hodnosti kapitána 2. stupně, při té příležitosti byl zároveň obdarován zlatými hodinkami. Jeho asistentem byl jmenován Michail Dmitrijevič Levašov. Hlavním cílem expedice byl vědecký průzkum Aleutských ostrovů.

### Expedice s Michailem Levašovem
Expedice pod vedením Krenicyna se vydala pozemní cestou přes celé Rusko do Ochotsku, kam dorazila na konci roku 1765. Po několik měsíců se v Ochotsku Pjotr Krenicyn s posádkou chystal na další cestu. Zdrženi dostavbou lodí vypluli až 10. října 1766 směrem na Kamčatku. Krenicyn plul na brigantině Svatá Kateřina doprovázený dalšími třemi loděmi. Během cesty je rozdělila silná bouře. Svatá Kateřina ztroskotala 25. října 1766 u pobřeží Kamčatky, nedaleko Bolšerecku. Krenicyn byl posledním, kdo odešel z potápějící se lodě, když se ujistil, že všichni jeho námořníci jsou v pořádku.
V roce 1767 na nově postavené lodi Svatý Gabriel přeplul z Bolšerecku do Nižněkamčatsku, kde se ujal velení galeoty Svatá Kateřina, která byla pojmenovaná po jeho předchozí potopené lodi. Přes Beringovo moře doplul na ostrov Unalaška, kde se setkal s Michailem Levašovem, který mezitím mapoval Komandorské ostrovy. Následně společně dopluli k ostrovu Unimak, z něhož se věnoval průzkumu pobřeží Aljašky, o které se domníval, že se jedná o velký ostrov.
Na konci roku se Pjotr Krenicyn vrátil na Unimak, kde přezimoval. Během zimy většina jeho posádky zemřela na kurděje, mezi zemřelými byl i Stěpan Gavrilovič Glotov, který v roce 1759 byl prvním ruským kapitánem plujícím do vod východních Aleutských ostrovů a první, kdo objevil ostrov Kodjak. Pjotr Krenicyn po přezimování v létě 1769 prozkoumal ostrovy mezi Unimakem a Unalaškou. Na Unalašce ho zastihla zpráva o jeho povýšení do hodnosti kapitána 1. stupně, přičemž byl vyzván k návratu na Kamčatku, kde měl sestavit zprávu o dosavadních objevech a následně pokračovat v expedici. Dosavadní průběh expedice byl katastrofální, většina mužů zemřela, chyběli zásoby, lodě byly ve špatném stavu a domorodci byli nepřátelští.
Posádka Pjotra Krenicyna k ústí Kamčatky doplula 30. července 1769, Levašova posádka připlula 24. srpna 1769. Expedice se na Kamčatku vrátila v době, kdy byla zpustošená epidemií neštovic. Kamčatské osady byly zdecimované a v Nižněkamačatsku byl nedostatek potravin a hladomor. Po náročném přezimování se chystali na cestu do Ochotsku. Dne 4. července 1770 vyplouvali z ústí řeky Kamčatky, během něhož došlo k převrácen lodi, při níž se Pjotr Krenicyn a kozák Čerepanov utopili, přičemž jejich těla nebyla nikdy nalezena. Zbytek expedice se vydal urychleně do Ochotsku, kde se spojili s částí expedice, které velel nadporučík Michail Levašov, který převzal velení expedice. Se zbytkem lidí pak po souši dorazil zpět do Petrohradu, kde sestavil první mapu Aleutských ostrovů.

## Odkaz Krenicyna
- Krenicynovy ostrovy - podskupina ostrovů Liščích ostrovů
- Krenicynův průliv - úžina oddělující ostrovy Onekotan a Charimkotan
- Sopka Krenicyn - vulkán na ostrově Onekotan